# SonicAngel
SonicAngel is een platenlabel dat in 2009 werd opgericht door Maurice Engelen en Bart Becks. Het label hanteert een bedrijfsmodel bij het produceren van albums waarbij gebruikgemaakt wordt van prefinanciering vanuit de fans. Voormalige artiesten zijn onder meer Tom Dice, Mathieu & Guillaume, Barefoot and the Shoes en Bab.
Het hoofdkantoor is in Herselt. In 2010-2011 werd gewerkt aan de uitbouw van een netwerk van kantoren, o.a. met een kantoor in Los Angeles en geplande kantoren in Duitsland en Singapore.

## Geschiedenis
Halverwege 2009 richtte Maurice Engelen in samenwerking met ex-Belgacom-, Skynet- en Netlog-CEO Bart Becks met SonicAngel een nieuw platenlabel op. Het idee voor het label ontstond nadat Engelen deel uitmaakte van de jury in de talentenjacht X Factor. Hij verbaasde zich erover dat jonge artiesten weinig kans krijgen bij de grote platenlabels.
De naam SonicAngel refereert niet alleen naar de achternaam van Engelen, maar ook naar de deeltijdse verblijfplaats van Becks, Los Angeles. Het label is een onderdeel van het muziekplatform Glechar Music Ventures. Het label beschikt over eigen opnamestudio's.
Tom Eeckhout, die door Engelen werd gecoacht tijdens het tweede seizoen van X Factor, was de eerste artiest die tekende bij het label. Eind juni 2009 bracht Eeckhout zijn eerste single uit onder zijn artiestennaam Tom Dice. Ondertussen werd er achter de schermen gewerkt aan zijn debuutalbum.
In samenwerking met het jongerenblad Joepie organiseerde SonicAngel in de eerste helft van 2010 een Talentbooth, waarbij werd gezocht naar nieuw zangtalent. Via de website van het label konden jongeren filmpjes insturen waarin hun zangtalent naar voren kwam. Bezoekers van de website konden dan op de filmpjes stemmen. Op basis van de populariteit van de kandidaten bij het publiek en de persoonlijke voorkeur van de vakjury (bestaande uit Tom Dice, Axeela en Bab) werden drie kandidaten geselecteerd voor de finale; twee kandidaten ontvingen een wildcard van Maurice Engelen en Bart Becks. De wedstrijd werd gewonnen door Laura Van den Bruel uit Noorderwijk, die nu onder begeleiding van SonicAngel een single mag opnemen.
SonicAngel wil de komende jaren uitbreiden naar Wallonië, de Verenigde Staten, Nederland, Duitsland en Japan. Het label heeft inmiddels een kantoor in Los Angeles en wil het systeem toepassen per land. Het hoofdkantoor van de onderneming is in Herselt, maar er zijn plannen om het te verhuizen naar Leuven of Limburg.
In februari 2011 werd bekendgemaakt dat SonicAngel zijn eerste sublabel heeft gelanceerd. Het label, dat de naam Lektroland meekreeg, specialiseert zich enkel in elektronische muziek.
Maurice Engelen stapte begin 2013 op als bestuurder bij SonicAngel uit onvrede met de koers van het bedrijf.

## Werkwijze
Vanwege de dalende verkoop van singles, cd's en legale downloads hanteert  SonicAngel een ander model om muziek te produceren dan traditionele platenmaatschappijen. Zo wordt er gebruikgemaakt van fan funding, waarbij fans vooraf een bedrag betalen om de productie van een album mogelijk te maken, en wordt er meer gericht op het verkopen van live optredens, mobiele content en fysieke en digitale merchandise. Voor de selectie van artiesten wordt, naast traditionele methoden als A&R management en talentenjachten, gebruikgemaakt van YouTube, Twitter en Facebook.